# Desigualdad: Un análisis de la (in)felicidad colectiva
Desigualdad: Un análisis de la (in)felicidad colectiva (original en inglés: The Spirit Level: Why More Equal Societies Almost Always Do Better) es un libro de Richard Wilkinson y Kate Pickett, publicado inicialmente en 2009 en inglés en el Reino Unido por Allen Lane y, posteriormente, en español por Turner Publicaciones.
El libro parte de numerosos artículos académicos sobre desigualdad y concluye que existen "efectos sociales perniciosos de la desigualdad en las sociedades: erosión de la confianza, incremento de la ansiedad y la enfermedad y promoción excesiva del consumo". El libro afirma que para los once problemas sociales y de salud pública examinados: salud física, salud mental, consumo de drogas, educación, población reclusa, obesidad, movilidad social, confianza interpersonal, violencia, embarazo adolescente y bienestar infantil, los resultados son significativamente peores en los países de renta alta con más desiguales.
El libro contiene gráficas que están disponibles en línea.
En 2010, los autores publicaron algunas respuestas a objeciones y comentarios de otros autores en su página web Equality Trust website. Hasta diciembre de 2010 el libro había vendido más de 100 mil ejemplares.

### Primera Parte: Éxito material, fracaso social
- I. El fin de una era
- II. ¿Pobreza o desigualdad?
- III. Cómo la desigualdad se mete bajo la piel

### Segunda Parte: El coste de la desigualdad
- IV. Vida comunitaria y relaciones sociales
- V. Salud mental y drogas
- VI. Salud física y esperanza de vida
- VII. Obesidad: más diferencia de renta, menos cintura
- VIII. Rendimiento académico
- IX. Madres adolescentes: la historia se repite
- X. Violencia: una forma de hacerse respetar
- XI. Cárcel y castigo
- XII. Movilidad social: desigualdad de oportunidades.

### Tercera parte: Una sociedad mejor
- XIII. Sociedades disfuncionales
- XIV. Nuestra herencial social
- XV. Igualdad y sostenibilidad
- XVI. Construir el futuro